# Chamaegeron
Chamaegeron là một chi thực vật có hoa trong họ Cúc (Asteraceae).

## Loài
Chi Chamaegeron gồm các loài: